# Альпензия (центр прыжков на лыжах)
Центр прыжков на лыжах «Альпензия» (англ. Alpensia Ski Jumping Center — спортивный комплекс в корейском Пхёнчхане для соревнований по прыжкам на лыжах с трамплина и дисциплины биг-эйр в сноуборде, построенный к зимним Олимпийским играм 2018 года. Вместимость — 13 500 зрителей (11 000 сидячих мест).
Комплекс трамплинов расположился в парке «Альпензия», в непосредственной близости к поселку Дэквалъмьён, в уезде Пхёнчхан, здесь планируется проведение церемоний открытия и закрытия зимних Олимпийских игр 2018 года, но также здесь будут проведены соревнования по прыжкам на лыжах с трамплина и лыжному двоеборью.
Комплекс состоит из трамплинов К-98 и К-125. После Олимпийских игр планируется использовать объект в качестве национального тренировочного центра.

## Тестовые соревнования
- 2 этапа Кубка мира по прыжкам с трамплина (декабрь 2016)
- 2 этапа Кубка мира по лыжному двоеборью (февраль 2017)